# Пасынков, Кирилл Михайлович
Кирилл Михайлович Пасынков (1 [13] октября 1820, Вологодская губерния —  15 [27] февраля 1872, Кронштадт) — русский контр-адмирал. Племянник Н. Ф. Пасынкова.

## Биография
Родился в Вологодской губернии 1 (13) октября 1820 года в семье Грязовецкого уездного предводителя дворянства Михаила Фёдоровича Пасынкова, который был сыном генерал-цейхмейстера Ф. И. Пасынкова.
Воспитывался с 1833 года в Морском кадетском корпусе, откуда был выпущен мичманом в 8-й флотский экипаж 21 декабря 1839 года; с 1843 года — лейтенант. Ещё кадетом, в 1838 году, плавал в Балтийском море и с тех пор ежегодно в летние и осенние месяцы нёс службу на разных судах, причем в 1841 году он ходил к берегам Дании и Голландии, в 1845 году плавал в Белом море.
В 1848 году был назначен командиром яхты Императорского яхт-клуба «Александра», с которой был в Белом море, Северном океане и Немецком море. В 1854 году назначен командиром тендера «Копчик» с переводом в 23-й флотский экипаж, где командовал батареей № 1 в Ревельской военной гавани; был в перестрелке, происшедшей 8-го июля между батареей Северного Больверка гавани и английской 3-мачтовой паровой канонерской лодкой.
В 1855 году был произведён в капитан-лейтенанты. С 1856 года командовал, сначала винтовой канонерской лодкой «Леший», а затем шхуной «Град». Служил в 17-м, 25-м и 26-м экипажах (в 1857—1858 гг.).
В 1859 году был назначен младшим помощником капитана над Кронштадтским портом; с 1862 года — капитан 2-го ранга, с 1866 года — капитан 1-го ранга.
В 1859 году в «Морском сборнике» (Т. XLII, № 7 и 8) он поместил «Известия» о плавании транспорта «Неман» под его командой, присланные им из Копенгагена. 
Был произведён в контр-адмиралы 15 января 1872 года, а через месяц, 15 (27) февраля 1872 года скончался в Кронштадте, где и был похоронен на городском кладбище (В 1891 году здесь же была похоронена его дочь Елена).
Был женат дважды:
- на Варваре Фёдоровне Можайской (1824—?), дочери Ф. Т. Можайского. Их дети: Александр (1849—?), Фёдор (1854—?), Николай (1855—1933), Михаил (1857—?)
- на Елизавете Григорьевне фон Гревенс (1836—1866), дочери Григория Абрамовича и Елизаветы Петровны Гревенс. Их дети: Мария (1861—?), Антонина (1863—?), Кирилл (1865—?), Елена (1868—1891).